# Riduzionismo (fisica)
Il riduzionismo nel campo della fisica delle particelle cerca di spiegare qualsiasi cosa in termini di particelle elementari e delle loro interazioni. 
Questo atteggiamento nei confronti dell'Universo, che consiste nel cercare di spiegarne il "funzionamento" sulla base di leggi che riguardano il comportamento dei suoi costituenti a un  livello più fondamentale (le particelle elementari e le rispettive interazioni), rientra in un più vasto approccio nei confronti della conoscenza,  che tende a "ridurre" la complessità dei sistemi alla somma delle singole parti che li compongono.  I suoi sostenitori affermano l'efficacia di questa visione sostenendo come tutto il progresso scientifico si sia basato su forme di riduzionismo.
Obiezioni a queste tendenze riduzionistiche sono state sollevate da vari studiosi dei più diversi ambiti, compresi molti moderni fisici delle particelle, fisici dello stato solido, chimici, biologi. Mentre il modello standard non viene messo in discussione, si sostiene che le proprietà delle particelle elementari non sono più fondamentali delle proprietà emergenti di atomi e molecole, e specialmente di insiemi di queste ultime statisticamente grandi. Queste critiche sostengono che anche una conoscenza completa delle particelle elementari sottostanti, non produrrà una conoscenza completa della natura, conoscenza che, all'atto pratico, è più importante.

## Critica dell'approccio riduzionista
Se il riduzionismo si basa sull'assunto (o sulla fiducia) che il comportamento di un sistema complesso sia nient'altro che  la diretta conseguenza della somma dei singoli componenti, la critica a tale approccio epistemologico riposa, in generale, sull'idea di fondo secondo cui il tutto di un sistema fisico sia maggiore della somma delle singole parti: nella loro aggregazione sono perciò rinvenibili «proprietà “olistiche” che non possono essere descritte in termini dei puri elementi costituenti».
Nel 1972, il fisico Philip Warren Anderson, futuro Premio Nobel per la fisica nel 1977, espose le sue obiezioni a un approccio improntato al riduzionismo, in un articolo dal titolo "More is Different". In quello scritto, poi diventato un classico sull'argomento, Anderson  individuava e mette in evidenza le limitazioni del riduzionismo affermando l'esistenza, nella scienza, di sovrapposti livelli gerarchici, ciascuno dei quali richiede i suoi principi fondamentali perché vi sia un avanzamento della conoscenza. Anderson fa notare, ad esempio, che la capacità di individuare leggi fisiche a un livello sempre più fondamentale (una linea di ricerca  che lui definisce intensiva) non implicano in alcun modo la validità dell'ipotesi che lui chiama "costruzionista", vale a dire la capacità di descrivere l'universo applicando queste leggi fondamentali a livelli più alti (quest'ultima linea di ricerca da lui indicata come estensiva).       
Alcuni fisici mettono in dubbio, a un livello più profondo, il ruolo della fisica delle particelle come base per ogni altra conoscenza, contrapponendo al riduzionismo il concetto di emergenza. Costoro fanno notare che oggetti macroscopici possono subire comportamenti statistici ed avere proprietà indipendenti dalle proprietà delle particelle stesse che li costituiscono. 
Per di più, rilevano, ci sono sistemi con componenti radicalmente diversi che possono subire comportamenti molto simili. Si è argomentato che le somiglianze di comportamento possono essere meglio comprese attraverso regole universali indipendenti dalle proprietà dei componenti dei sistemi stessi. Queste regole o metodi o processi sarebbero più reali della materia in quanto determinerebbero come gli osservatori condividano una comprensione della materia, e porrebbero dei limiti alla fattibilità della ricerca stessa.
L'esistenza del modello standard, e la sua estensione, suscitano molte questioni fondamentali per l'epistemologia, la filosofia della scienza, la filosofia della matematica, la scienza cognitiva e persino la  teologia.